# Kalanchoe millotii
Espèce
Kalanchoe millotii est une espèce de plantes de la famille des Crassulacées originaire de Madagascar.